# Оскуй (село)
Оскуй (рос. Оскуй) — село в Чудовському районі Новгородської області Російської Федерації.
Населення становить 391 особу. Входить до складу муніципального утворення Грузинське сільське поселення.

## Історія
Від 2004 року входить до складу муніципального утворення Грузинське сільське поселення.

## Населення
| 2010 |
| ---- |
| 391  |